# Fin de partie (roman)
Fin de partie (titre original : The Game of Lives) est le troisième et dernier roman de la série Le Jeu du Maître écrite par James Dashner. Ce roman de science-fiction a été publié pour la première fois aux États-Unis en 2015 puis est paru en France en 2017.

## Résumé
Pour contrecarrer la terrible machination de Kaine, Michael doit replonger dans le Sommeil du VirtNet... 
Michael, Sarah et Bryson sont sortis de prison avec pour seul refuge une mystérieuse adresse dans les Appalaches. Ils ne sont pas les seuls à vouloir arrêter Kaine. D'autres Tangentes ont élaboré une stratégie pour contrecarrer son plan de cyber-domination. Mais pour cela, les trois amis n'ont pas le choix : ils doivent se replonger dans le Sommeil du VirtNet, quitte à y risquer leur vie.
La ligne entre la réalité et le virtuel s'amincit... et le véritable ennemi pourrait bien ne pas être là où on l'attend .